# 사하라 사막
사하라 사막(Sahara Desert)은 지구 상에서 남극 다음으로 가장 넓은 사막이다. 아프리카 북부의 940만 km2에 달하는 넓이를 차지하며, 250만 년 전에 생겨났다.

## 개요
총 면적이 940만km2에 달하며 해마다 2만여km2씩 넓어지고 있다. 북쪽으로는 아틀라스 산맥 및 지중해, 서쪽으로는 대서양, 동쪽으로는 홍해와 접해있다. 해안선의 총연장은 8,290km이다. 사하라 사막은 대부분 고도 180~300m의 평탄한 대지로 되어 있지만 사하라 사막 내부에는 해발고도 180m 이하의 저지대가 곳곳에 나타나는 반면, 아하가르(호가르) 산맥과 티베스티 산맥은 각각 3,000m와 3,400m 이상의 고도를 나타내고 있다. 전체적으로 볼 때 모래사막은 20%에 불과하며 나머지는 풍화성 암석으로 덮여 있다.
사하라 사막의 북쪽과 남쪽 경계는 명확히 구분하기는 어려우나 대체로 90km 내외의 경계대를 설정하는 것이 일반적이다. 사하라의 북부 경계대는 대서양에서 아틀라스 산맥의 남사면과 지중해에 걸치는 염기성 사바나 지대로 연강수량은 180mm 정도이다. 사하라 사막의 남부 경계(아랍어로는 '사헬'이라 함)는 화석사구의 피복식생대로 연강수량 150mm 내외를 보이고 있다. 이곳 사헬 지역은 장기간 계속되는 가뭄과 과도한 농업활동으로 인해 사막화가 서서히 진행되고 있는 중이다. 보통 250mm 등우량선을 사하라 사막 확정의 지표로 사용한다.

## 뜻
사하라라는 이름은 사막을 뜻하는 아랍어 '사라'에 기원을 두고 있으며, 식생이 없는 적색평원을 뜻하는 '아샤르'와도 연관되어 있다. 사하라 사막은 서사하라(옛 이름은 스페인령 사하라)와 모로코·알제리·튀니지·리비아·이집트 등의 북부 사하라 및 모리타니·니제르·차드·수단, 남수단 등의 남부 사하라로 나뉜다. 건조지역이 차지하는 비율로 볼 때 리비아(99%)와 이집트(98%)는 명실상부한 사하라 국가라고 할 수 있다.

## 지질
중생대와 신생대 동안 사하라는 늪과 맹그로브, 열대 우림 지대였다. 중생대 지층에는 스피노사우루스·카르카로돈토사우루스 등의 화석이 발견된다.

## 참고 문헌
- 이 문서에는 다음커뮤니케이션(현 카카오)에서 GFDL 또는 CC-SA 라이선스로 배포한 글로벌 세계대백과사전의 내용을 기초로 작성된 글이 포함되어 있습니다.